# 卡利尼夫卡 (普里莫爾斯克區)
46°57′5″N 36°8′10″E / 46.95139°N 36.13611°E
卡利尼夫卡（烏克蘭語：Калинівка）是位於烏克蘭東南部的村莊，由扎波羅熱州別爾江斯克區的普里莫爾斯克市鎮負責管轄。該村距離馬努伊利夫卡3公里，始建於1927年，面積0.73平方公里，2001年人口81。